# پوسیدون (داستان کوتاه)
«پوسیدون» (آلمانی: Poseidon) تکه‌ای از یک داستان از فرانتس کافکا است که در مجموعه آلمانی وصف یک پیکار (آلمانی: Beschreibung eines Kampfes) توسط ماکس برود در سال ۱۹۳۶ به چاپ رسید.